# 기름갈치꼬치
기름갈치꼬치(영어: oilfish, 학명: Ruvettus pretiosus) 또는 단순히 기름치는 고등어목 갈치꼬치과에 속하는 조기어류 물고기이다. 식당에서는 '흰살 참치'란 일본식 용어인 백마구로(白鮪)로 둔갑해서 불리기도 한다. 수백 미터 깊이에 서식하는 심해물고기인데, 밤에 위로 올라오기도 하므로 그물 등에 걸리기도 한다.

## 분포 및 서식
대한민국 남부, 제주도 외해 및 일본 혼슈 중부 이남, 대만, 필리핀, 하와이, 캘리포니아 연해 등지에 분포한다.

## 특징
몸은 방추형으로 길고 약간 측편 되어 있으며, 몸 표면은 거친 질감의 가시로 이루어져 있다. 또한 복부에 거친 융기선이 있으나' 미병(꼬리부) 측면에는 융기선이 없다. 중층성 심해어로 대륙붕 사면에 서식하지만 부유해서 참치연승 등에 잡히는 경우도 있다. 암갈색으로 약 60 cm ~ 최대 3m까지 성장한다.

## 식용 기름갈치꼬치

### 성분
기름갈치꼬치는 하얀색을 띠는 까닭에 겉보기에 심해 어종인 메로와 구별이 잘되지 않지만, 체중의 18~20%를 차지하는 지방의 대부분이 사람이 소화시킬 수 없는 왁스 에스테르로 되어 있어 기름갈치꼬치를 먹고 나면 사망 하거나 복통을 일으키는 식중독의 가능성이 높다. 열을 가하면 식용 가능하다고 잘못 알려져 왔으나 왁스 성분은 사라지지 않아 여전히 유해하다. 일본에서는 1970년부터 기름갈치꼬치를 식용 금지 식품으로 분류하였다.

### 식용판매금지
한국에서는 식당에서 값비싼 메로구이로 둔갑해 판매되거나 백참치, 혹은 백마구로라는 이름으로 참치 회의 일종인 것처럼 속여 판매 하는 경우가 많았다. 그러나 2011년 8월 19일 식품의약품안전청에서 식품의 기준 및 규격 일부개정고시 2011-41호에서 기름치(기름갈치꼬치)를 식품원재료 항목에서 삭제하고 "식품에 사용할 수 없는 원료" 로 개정함에 따라서 기름갈치꼬치는 사람이 먹을 수 있는 식품에서 제외되었다. 현행 법률상 기름갈치꼬치를 식품으로서 판매하는 경우에는 식품위생법 제7조제4항 및 제95조제1항에 따라 5년 이하의 징역 및 5천만원이하의 벌금에 처해질 수 있다.